# Comté de Madison (New York)
Pour les articles homonymes, voir Comté de Madison.
Le comté de Madison (en anglais : Madison County) est l'un des 62 comtés de l'État de New York, aux États-Unis. Le siège du comté est Wampsville.

## Population
La population du comté s'élevait à 68 016 habitants au recensement de 2020.
| Groupe                           | Comté de Madison | New York | États-Unis |
| -------------------------------- | ---------------- | -------- | ---------- |
| Blancs                           | 94,7             | 66,8     | 72,4       |
| Afro-Américains                  | 1,8              | 15,9     | 12,6       |
| Métis                            | 1,3              | 3,0      | 2,9        |
| Asiatiques                       | 0,8              | 7,3      | 4,8        |
| Amérindiens                      | 0,7              | 0,6      | 0,9        |
| Autres                           | 0,4              | 7,5      | 6,4        |
| Total                            | 100              | 100      | 100        |
|                                  |                  |          |            |
| Hispaniques et Latino-Américains | 1,8              | 17,6     | 16,7       |

Selon l'American Community Survey, en 2010 95,63 % de la population âgée de plus de 5 ans déclare parler l'anglais à la maison, 1,58 % déclare parler l'espagnol et 2,79 % une autre langue.